# Adoretus myodes
Adoretus myodes är en skalbaggsart som beskrevs av Ohaus 1934. Adoretus myodes ingår i släktet Adoretus och familjen Rutelidae. Inga underarter finns listade i Catalogue of Life.